# ملكآباد تشاهريغان (مقاطعة فهرج)
ملكآباد تشاهريغان (بالفارسية: ملک‌آباد چاهریگان) هي قرية تقع في ناحية نغين كوير في إيران.